# Wonderboy (Tenacious D)
Wonderboy è un singolo del gruppo musicale rock statunitense Tenacious D, tratto dal loro omonimo album di debutto del 2001.
Il brano raggiunse la posizione numero 36 in Gran Bretagna e la numero 44 in Australia; il video, diretto da Spike Jonze, fu anch'esso ben accolto.

## Tracce
US CD single (Epic Records #673351 5)
1. Wonderboy – 4:07
2. Cosmic Shame (live) - 4:28 (Registrato alla Cox Arena di San Diego, California, 20 novembre 2001)
3. Kyle Quit the Band (demo) - 2:10
4. Wonderboy (video) - 4:07

Australia and New Zealand CD single (Epic Records #673286.2)
1. Wonderboy – 4:07
2. Tribute (Channel V Performance) - 4.34
3. Tribute (video) – 4:08

UK CD single (Epic Records #673351 2)
1. Wonderboy – 4:07
2. Jesus Ranch (demo) - 2:14
3. Tribute (video) – 4:08

Promotional CD (Epic Records #XPCD2756)
1. Wonderboy – 4:07

## Formazione
- Jack Black: voce, chitarra acustica
- Kyle Gass: cori, chitarra acustica
- Page McConnell: tastiere
- Dave Grohl: batteria
- Andrew Gross: archi
- Dust Brothers: produzione
- Ken Andrews: mixaggio

## Cover
- Buckethead, amico di Jack Black, reinterpretò occasionalmente la canzone dal vivo.[1]